# Ынтымак (Сарыагашский район)
Ынтымак (каз. Ынтымақ, до 199? г. — Жартытобе) — село в Сарыагашском районе Туркестанской области Казахстана. Входит в состав Жартытобинского сельского округа. Административный центр сельского округа.  Код КАТО — 515455500.

## Население
В 1999 году население села составляло 4529 человек (2276 мужчин и 2253 женщины). По данным переписи 2009 года, в селе проживало 5895 человек (2991 мужчина и 2904 женщины).